# ヴァン・ヴレック常磁性
ヴァン・ヴレック常磁性（ヴァン・ヴレックじょうじせい）とは、基底状態において磁気モーメントの期待値が0であるイオンに磁場を発生させた場合に引き起こされる磁化で、その強さは磁場の大きさに比例する。十項基底状態にある結晶中のイオンで多く発生するが、励起状態間の磁気モーメントの行列要素が0の場合、ヴァン・ヴレック常磁性は発生しない。ヴァン・ヴレック常磁性は磁場と同じ方向に発生し、温度に依存しない。